# 1912년
1912년은 월요일로 시작하는 윤년이다.

## 연호
- 중화민국(中華民國) 민국(民國) 원년
- 일본(日本) 메이지(明治) 45년 / 다이쇼(大正) 원년
- 응우옌 왕조(阮朝) 주이떤(維新) 6년

## 기년
- 응우옌 왕조(阮朝) 유신제(維新帝) 6년

## 사건
- 1월 1일
  - 한국 표준시가 동경 135도 기준으로 변경되면서 시간이 30분 앞당겨졌다.
  - 중화민국 건국 선포, 쑨원이 초대 임시대총통으로 취임하였다.

- 1월 20일 - 조선은행 신축 건물의 낙성식이 거행되었다.
- 2월 1일 - 《평양일일신보》가 창간되었다.
- 2월 12일 - 청나라의 마지막 황제인 푸이  퇴위. 청나라 멸망.
- 3월 27일 - 오자키 유키오 도쿄시장, 워싱턴 D.C.에 벚나무 3천 그루를 선물하였다.
- 3월 31일 - 최재형, 정재관 등의 독립운동가가 권업회 지부를 니콜라옙스크, 하바롭스크 등에 설치하였다.
- 4월 10일 - 러시아 제국이 헤이룽 지방에 거주하던 한국인 2,068호(4,988명)의 귀화를 공식 인정하였다.
- 4월 15일 - RMS 타이타닉 침몰로 1,500여 명이 사망 또는 실종됐다.
- 4월 30일 - 《권업신문》 (주필 신채호)가 창간되었다.
- 5월 31일 - 조선총독부가 전 관리에게 무관 제복 착용을 지시하였다.
- 6월 15일 - 부산-장춘 간 직통열차의 운행이 개시되었다.
- 7월 4일 - 신규식, 박은식 등이 상하이에서 독립운동단체 동제사를 조직하였다.
- 7월 30일 - 메이지 시대가 끝나다.
- 8월 13일 - 일제강점기 조선에서 토지조사사업이 시작되었다.
- 9월 1일 - 예수장로회 조선총회가 평양에서 창립되었다.
- 9월 3일 - 경성부 마포에 경성감옥이 설립되었으며, 기존의 경성감옥은 서대문감옥으로 개명하였다.
- 9월 28일 - 신민회 사건 피의자 105인에 모두 유죄 판결이 내려졌으며, 이들의 1심 선고 형량의 합산은 630년에 달했다.
- 10월 8일 - 제1차 발칸전쟁 : 세르비아, 불가리아, 몬테네그로가 튀르키예에 선전포고하다.최근에
- 11월 - 이상룡이 서간도에서 경학사 소속의 부민단을 조직하였다.
- 11월 5일 - 미국 대선에서 공화당이 루스벨트와 태프트로 분열되며 민주당의 우드로 윌슨에게 정권을 넘겨주었다.
- 11월 28일 - 알바니아가 오스만제국으로부터 독립을 선언하였다.
- 12월
  - 임병찬이 전라도에서 독립의군부를 조직하였다.
  - 조선총독부가 한글에 대한 가타카나 요음 표기법을 제정하였다.

- 12월 6일 - 경성 을지로의 황금정선 전차 운행을 개시하였다.

## 문화
- 3월 14일 - 창덕궁 박물관이 준공되었다.
- 3월 24일 - 호남선의 강경 ~ 군산 노선이 개통되었다.
- 4월 10일 - RMS 타이타닉이 취역하였다.
- 10월 2일 - 호남선의 이리 ~ 김제 노선이 개통되었다.

## 탄생

### 1월
- 1월 1일 - 영국의 이중 간첩 킴 필비. (~1988년)
- 1월 5일 - 대한민국의 아동 문학가 이원수.  (~1981년)
- 1월 7일 - 대한민국의 교육자 신태환. (~1993년)
- 1월 11일 - 북한의 연극배우 황철. (~1961년)
- 1월 13일 - 미국의 배우 폴 버치.  (~1969년)
- 1월 15일 - 프랑스의 정치인 미셸 드브레. (~1996년)
- 1월 28일 - 미국의 추상 표현주의 화가 잭슨 폴록. (~1956년)

### 2월
- 2월 2일 - 영국의 공무원, 타이타닉호 침몰 사고 생존자 밀비나 딘. (~2009년)
- 2월 6일 - 독일의 지지자였던 아돌프 히틀러의 부인 에바 브라운. (~1945년)
- 2월 29일 - 대한민국의 시인, 영문학자 윤영춘. (~1978년)

### 3월
- 3월 7일
  - 대한민국의 법조인 김갑수. (~1995년)
  - 대한민국의 목회자, 부흥사, 신학교수 최정원. (~2010년)
- 3월 8일
  - 조선민주주의인민공화국의 정치인 임춘추. (~1988년)
  - 제2차 세계 대전 당시 독일의 잠수함 함장 요아힘 셰프케. (~1941년)
- 3월 13일 - 아이티의 작가 펠릭스 모리소 레와. (~1998년)
- 3월 23일 - 미국의 로켓과학자 베르너 폰 브라운. (~1977년)
- 3월 27일 - 영국의 총리 제임스 캘러헌. (~2005년)

### 4월
- 4월 1일 - 일본의 소설가 요시다 겐이치. (~1977년)
- 4월 5일 - 중화민국 태생의 미국 물리학자 위안자류.
- 4월 6일 - 대한민국의 승려 성철.  (~1993년)
- 4월 8일 - 노르웨이의 피겨 스케이팅 선수 소냐 헤니. (~1969년)
- 4월 15일 - 조선민주주의인민공화국의 지도자 김일성. (~1994년)
- 4월 22일 - 일본의 영화감독 신도 가네토. (~2012년)
- 4월 27일 - 일본제국의 병사 아즈마 시로. (~2006년)

### 5월
- 5월 5일 - 대한민국의 종교인 최태민.  (~1994년)
- 5월 18일 - 미국의 가수 페리 코모. (~2001년)
- 5월 25일 - 대한제국의 황족 덕혜옹주. (~1989년)
- 5월 26일 - 헝가리의 정치인 카다르 야노시. (~1989년)
- 5월 28일 - 자오이디. (~2000년)
- 5월 29일 - 대한민국의 민주당 한현우. (~2007년)

### 6월
- 6월 21일 - 대한민국의 교육자 강성갑. (~1950년)
- 6월 23일 - 미국의 수학자 앨런 튜링. (~1954년)
- 6월 24일 - 미국의 역사학자 프레드 하비 해링턴. (~1995년)

### 7월
- 7월 1일 - 대한민국의 시인 백석. (~1996년)
- 7월 11일 - 루마니아의 지휘자 세르주 첼리비다케. (~1996년)
- 7월 31일 - 미국의 경제학자 밀턴 프리드먼. (~2006년)

### 8월
- 8월 4일 - 스웨덴의 외교관 라울 발렌베리. (~1947년)
- 8월 10일
  - 대한민국의 정치인 김재곤. (~1994년)
  - 대한민국의 법조인, 정치인 김채용. (~2004년)
- 8월 12일 - 대한민국의 독립운동가 안춘생. (~2011년)
- 8월 15일 - 일본의 육상 선수 다지마 나오토. (~1990년)
- 8월 23일 - 미국의 배우 진 켈리. (~1996년)
- 8월 25일 - 독일의 공산주의 혁명가, 지도자 에리히 호네커. (~1994년)
- 8월 26일 - 영국의 슈퍼센티네리언 존 티니스우드. (~2024년)

### 9월
- 9월 2일 - 대한민국의 시인 노천명. (~1957년)
- 9월 5일 - 미국의 작곡가 존 케이지. (~1992년)
- 9월 14일 - 미국의 작곡가 존 케이지. (~1992년)
- 9월 29일 - 이탈리아의 영화감독 미켈란젤로 안토니오니. (~2007년)

### 10월
- 10월 5일 - 대한민국의 정치인 박준호. (~1997년)
- 10월 17일 - 로마 가톨릭의 교황 요한 바오로 1세. (~1978년)
- 10월 18일 - 이탈리아의 추기경 아우렐리오 사바타니. (~2003년)
- 10월 21일 - 영국의 지휘자 게오르그 솔티. (~1997년)

### 11월
- 11월 3일
  - 대한민국의 피아니스트 겸 작곡가 조두남. (~1984년)
  - 파라과이의 정치인 알프레도 스트로에스네르. (~2006년)
- 11월 15일 - 대한제국의 황족 이우. (~1945년)
- 11월 17일 - 대한민국의 정치인 권중돈. (~1985년)
- 11월 23일 - 대한민국의 마라톤 선수 남승룡.  (~2001년)

### 12월
- 12월 1일 - 미국의 건축가, 뉴욕 세계 무역 센터의 설계자 미노루 야마사키. (~1986년)
- 12월 3일 - 대한민국의 소설가 최정희. (~1990년)
- 12월 10일 - 헝가리의 지휘자 게오르그 숄티.
- 12월 12일 - 대한민국의 시인 윤영춘. (~1978년)
- 12월 14일 - 예비역 영국 해군 상사 출신의 소믈리에 노동업자 앨프레드 레논. (~1976년)
- 12월 22일 - 미국의 제36대 대통령인 린든 B. 존슨의 부인 레이디 버드 존슨. (~2007년)
- 12월 25일 - 이집트의 가수, 배우 아스마한.

### 미상
- 대한민국의 극작가 김건. (~?)

## 사망

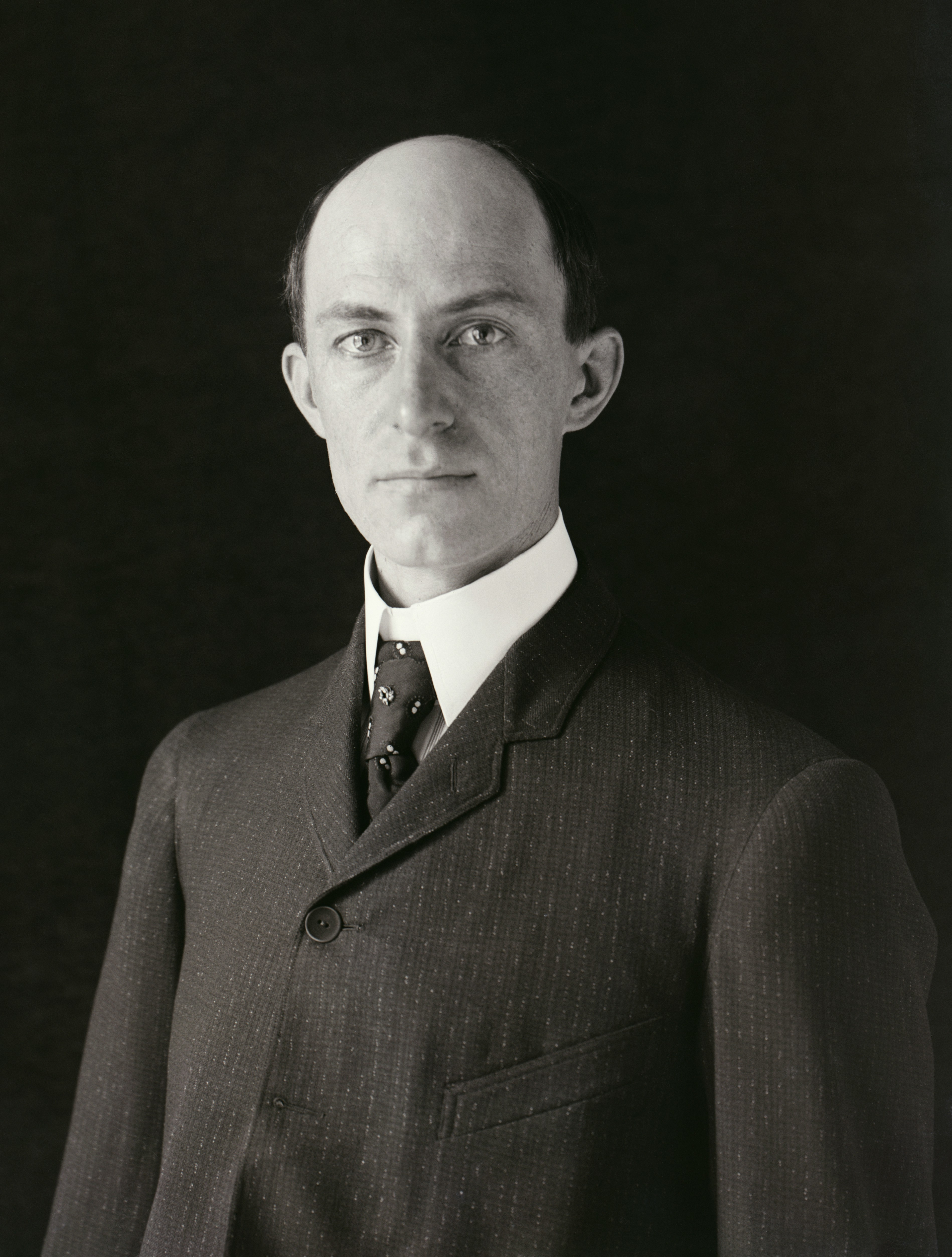
윌버 라이트

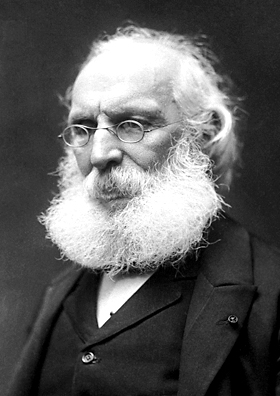
프레데리크 파시

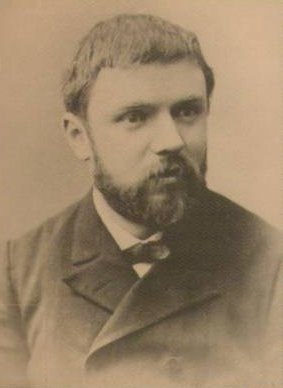
앙리 푸앵카레

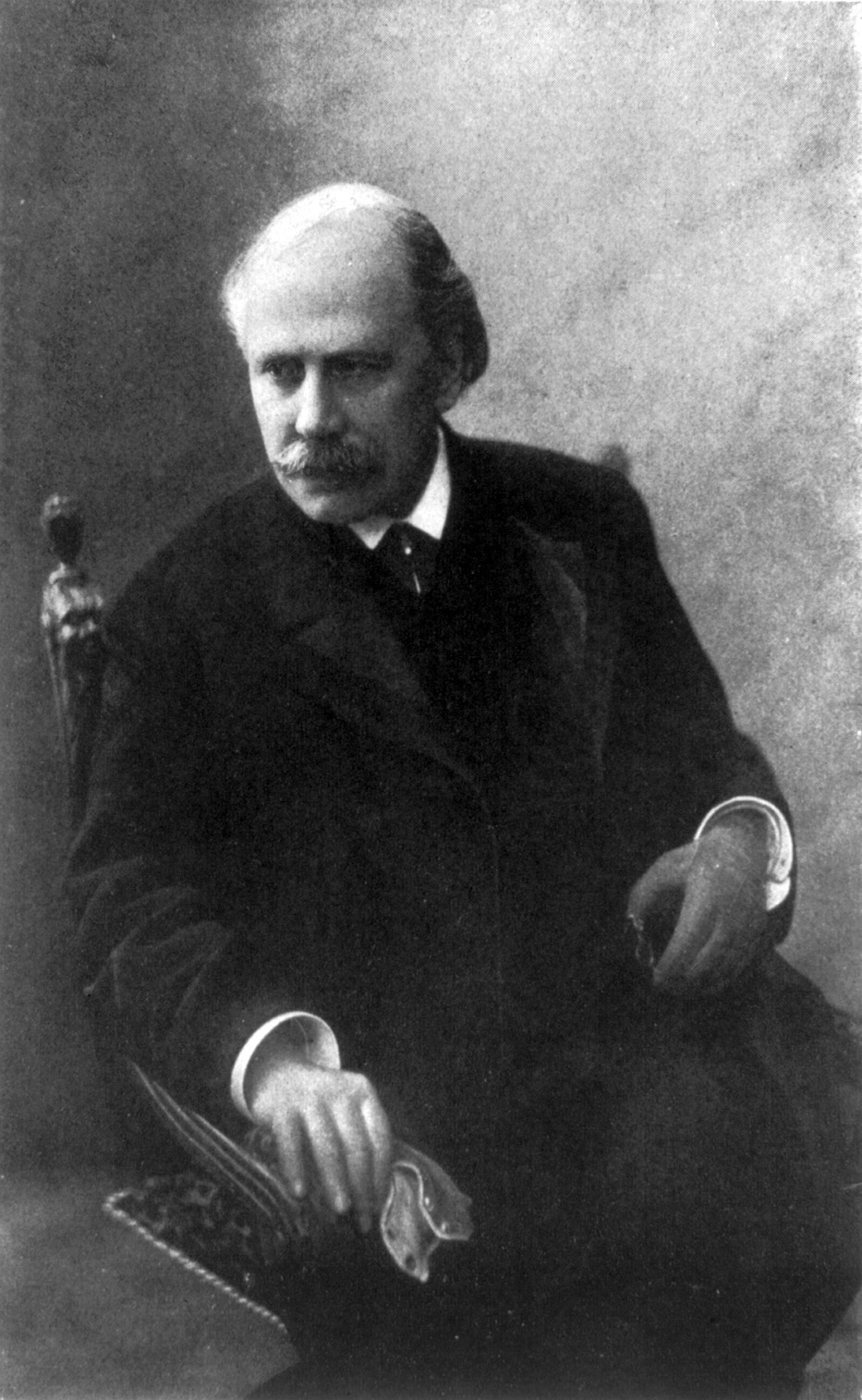
쥘 마스네

- 4월 15일 - 미국의 정치인, 기업인 이지도어 스트라우스. (1845년~)
- 5월 30일 - 미국의 비행기 발명가 윌버 라이트. (1867년~)
- 6월 12일 - 프랑스의 정치가 프레데리크 파시. (1822년~)
- 7월 17일 - 프랑스의 수학자 앙리 푸앵카레. (1854년~)
- 7월 30일 - 일본의 제122대 천황 메이지 천황. (1852년~)
- 8월 11일 - 대한제국의 애국지사 하장수. (1864년~)
- 8월 13일 - 프랑스의 오페라 작곡가 쥘 마스네. (1842년~)

## 노벨상
- 물리학상 -  닐스 구스타프 달렌(스웨덴)
- 화학상 -  빅토르 그리냐르(프랑스), 폴 사바티에(프랑스)
- 생리학·의학상 - 알렉시스 카렐(프랑스)
- 평화상 -엘리후 루트(미국)
- 문학상 - 게르하르트 하우프트만(독일)

## 달력
| 1월 |    |    |    |    |    |    |
| 일  | 월 | 화 | 수 | 목 | 금 | 토 |
|     | 1  | 2  | 3  | 4  | 5  | 6  |
| 7   | 8  | 9  | 10 | 11 | 12 | 13 |
| 14  | 15 | 16 | 17 | 18 | 19 | 20 |
| 21  | 22 | 23 | 24 | 25 | 26 | 27 |
| 28  | 29 | 30 | 31 |    |    |    |

| 2월 |    |    |    |    |    |    |
| 일  | 월 | 화 | 수 | 목 | 금 | 토 |
|     |    |    |    | 1  | 2  | 3  |
| 4   | 5  | 6  | 7  | 8  | 9  | 10 |
| 11  | 12 | 13 | 14 | 15 | 16 | 17 |
| 18  | 19 | 20 | 21 | 22 | 23 | 24 |
| 25  | 26 | 27 | 28 | 29 |    |    |

| 3월 |    |    |    |    |    |    |
| 일  | 월 | 화 | 수 | 목 | 금 | 토 |
|     |    |    |    |    | 1  | 2  |
| 3   | 4  | 5  | 6  | 7  | 8  | 9  |
| 10  | 11 | 12 | 13 | 14 | 15 | 16 |
| 17  | 18 | 19 | 20 | 21 | 22 | 23 |
| 24  | 25 | 26 | 27 | 28 | 29 | 30 |
| 31  |    |    |    |    |    |    |

| 4월 |    |    |    |    |    |    |
| 일  | 월 | 화 | 수 | 목 | 금 | 토 |
|     | 1  | 2  | 3  | 4  | 5  | 6  |
| 7   | 8  | 9  | 10 | 11 | 12 | 13 |
| 14  | 15 | 16 | 17 | 18 | 19 | 20 |
| 21  | 22 | 23 | 24 | 25 | 26 | 27 |
| 28  | 29 | 30 |    |    |    |    |

| 5월 |    |    |    |    |    |    |
| 일  | 월 | 화 | 수 | 목 | 금 | 토 |
|     |    |    | 1  | 2  | 3  | 4  |
| 5   | 6  | 7  | 8  | 9  | 10 | 11 |
| 12  | 13 | 14 | 15 | 16 | 17 | 18 |
| 19  | 20 | 21 | 22 | 23 | 24 | 25 |
| 26  | 27 | 28 | 29 | 30 | 31 |    |

| 6월 |    |    |    |    |    |    |
| 일  | 월 | 화 | 수 | 목 | 금 | 토 |
|     |    |    |    |    |    | 1  |
| 2   | 3  | 4  | 5  | 6  | 7  | 8  |
| 9   | 10 | 11 | 12 | 13 | 14 | 15 |
| 16  | 17 | 18 | 19 | 20 | 21 | 22 |
| 23  | 24 | 25 | 26 | 27 | 28 | 29 |
| 30  |    |    |    |    |    |    |

| 7월 |    |    |    |    |    |    |
| 일  | 월 | 화 | 수 | 목 | 금 | 토 |
|     | 1  | 2  | 3  | 4  | 5  | 6  |
| 7   | 8  | 9  | 10 | 11 | 12 | 13 |
| 14  | 15 | 16 | 17 | 18 | 19 | 20 |
| 21  | 22 | 23 | 24 | 25 | 26 | 27 |
| 28  | 29 | 30 | 31 |    |    |    |

| 8월 |    |    |    |    |    |    |
| 일  | 월 | 화 | 수 | 목 | 금 | 토 |
|     |    |    |    | 1  | 2  | 3  |
| 4   | 5  | 6  | 7  | 8  | 9  | 10 |
| 11  | 12 | 13 | 14 | 15 | 16 | 17 |
| 18  | 19 | 20 | 21 | 22 | 23 | 24 |
| 25  | 26 | 27 | 28 | 29 | 30 | 31 |

| 9월 |    |    |    |    |    |    |
| 일  | 월 | 화 | 수 | 목 | 금 | 토 |
| 1   | 2  | 3  | 4  | 5  | 6  | 7  |
| 8   | 9  | 10 | 11 | 12 | 13 | 14 |
| 15  | 16 | 17 | 18 | 19 | 20 | 21 |
| 22  | 23 | 24 | 25 | 26 | 27 | 28 |
| 29  | 30 |    |    |    |    |    |

| 10월 |    |    |    |    |    |    |
| 일   | 월 | 화 | 수 | 목 | 금 | 토 |
|      |    | 1  | 2  | 3  | 4  | 5  |
| 6    | 7  | 8  | 9  | 10 | 11 | 12 |
| 13   | 14 | 15 | 16 | 17 | 18 | 19 |
| 20   | 21 | 22 | 23 | 24 | 25 | 26 |
| 27   | 28 | 29 | 30 | 31 |    |    |

| 11월 |    |    |    |    |    |    |
| 일   | 월 | 화 | 수 | 목 | 금 | 토 |
|      |    |    |    |    | 1  | 2  |
| 3    | 4  | 5  | 6  | 7  | 8  | 9  |
| 10   | 11 | 12 | 13 | 14 | 15 | 16 |
| 17   | 18 | 19 | 20 | 21 | 22 | 23 |
| 24   | 25 | 26 | 27 | 28 | 29 | 30 |

| 12월 |    |    |    |    |    |    |
| 일   | 월 | 화 | 수 | 목 | 금 | 토 |
| 1    | 2  | 3  | 4  | 5  | 6  | 7  |
| 8    | 9  | 10 | 11 | 12 | 13 | 14 |
| 15   | 16 | 17 | 18 | 19 | 20 | 21 |
| 22   | 23 | 24 | 25 | 26 | 27 | 28 |
| 29   | 30 | 31 |    |    |    |    |

### 음양력 대조 일람
| 음력월 3 | 월건 | 대소 | 음력 1일의 양력 월일 | 음력 1일 간지 |
| -------- | ---- | ---- | -------------------- | ------------- |
| 1월      | 임인 | 대   | 2월 18일             | 갑자          |
| 2월      | 계묘 | 소   | 3월 19일             | 갑오          |
| 3월      | 갑진 | 대   | 4월 17일             | 계해          |
| 4월      | 을사 | 소   | 5월 17일             | 계사          |
| 5월      | 병오 | 소   | 6월 15일             | 임술          |
| 6월      | 정미 | 대   | 7월 14일             | 신묘          |
| 7월      | 무신 | 소   | 8월 13일             | 신유          |
| 8월      | 기유 | 소   | 9월 11일             | 경인          |
| 9월      | 경술 | 대   | 10월 10일            | 기미          |
| 10월     | 신해 | 대   | 11월 9일             | 기축          |
| 11월     | 임자 | 소   | 12월 9일             | 기미          |
| 12월     | 계축 | 대   | 1913년 1월 7일       | 무자          |